# Callistosiren
Callistosiren — це вимерлий рід ссавців, який існував на території сучасного Пуерто-Рико в пізньому олігоцені (хатті).